# Westum (Emsdetten)
Westum ist eine Bauerschaft nordwestlich von Emsdetten im Kreis Steinfurt und liegt in der Nähe des Emsdettener Venns.
Westum liegt heute im Gebiet der Stadt Emsdetten, etwa zwei Kilometer vom Ortskern entfernt. Im 12. bzw. 13. Jahrhundert wurde der Ort Westenheim genannt, aber im späteren Verlauf in Westum umbenannt. Heute bezeichnet Westum nicht mehr nur die Bauerschaft, sondern auch die angrenzende Wohnsiedlung.
In Westum befinden sich zwei Schützengesellschaften: die Westumer Schützengesellschaft und die Westumer Einigkeit. Die Westumer Schützengesellschaft existiert seit 1713 im Ort. Im Jahr 1908 wurde die zweite Schützengesellschaft Westumer Einigkeit gegründet. Auch der Fußballverein Fortuna Emsdetten kommt aus Westum.
Das Gewerbegebiet West-Nord Emsdetten befindet sich auch in Westum. Außerdem befinden sich in Westum die St.-Josef-Kirche, die Käthe-Kollwitz-Realschule und das Malteser Zentrum Emsdetten.
Die Landesstraße 583 (Neuenkirchener Straße), die Emsdetten und Neuenkirchen verbindet, läuft durch Westum.